# Demonax ambiguus
Demonax ambiguus är en skalbaggsart som beskrevs av Dauber 2008. Demonax ambiguus ingår i släktet Demonax och familjen långhorningar. Inga underarter finns listade i Catalogue of Life.